# 与时间赛跑：在艾滋病肆虐的非洲寻找希望
《与时间赛跑：在艾滋病肆虐的非洲寻找希望》（英語：Race Against Time: Searching for Hope in AIDS-Ravaged Africa）是联合国非洲艾滋病问题特使史蒂芬·刘易斯2005年初到中期为梅西讲座创作的纪实书籍，同年十月经阿南西出版社发行。刘易斯将书中各章节分别在加拿大不同城市演讲，10月18日在温哥华启动，28日在多伦多结束，录音于11月7至11日在加拿大广播公司第一台播出。虽然作者只是站在关注非洲艾滋病问题的加拿大公民角度创作和演讲，但评论指出，图书字里行间批评联合国、各种国际组织，以及其他外交人员甚至点名特定人物的做法在外交角度而言过于幼稚，不过刘易斯在联合国的职位没有因此受到影响。
刘易斯在图书和讲座中呼吁大幅调整现有政策，以求2015年前在非洲实现千年发展目标。作者阐述20世纪80年代以来非洲的历史背景，声称国际金融体系的一系列金融政策对非洲堪称灾难，不但没有减轻贫困，反倒令问题更加严重。在他看来，有条件的结构调整贷款与公共卫生和教育基础设施投入不足、艾滋病在非洲失控之间存在必然联系，大量劳动人口感染艾滋病又会进一步导致粮食短缺。刘易斯还在书中阐述歧视妇女和儿童初级教育问题。为缓解上述问题，他在书的最后一章提出潜在解决方案，主要措施是要求八大工业国落实早已承诺的资金。
书评人称赞书中批评立足现实且伴有切实可行的解决方案，拳拳之心溢于言表。图书的创作风格在数字和统计上着墨不多，更关注联合国官员和西方外交官的决策，以及这些政策对非洲现实的影响。现场聆听演说的观众称刘易斯言语坦率、情真意切。《与时间赛跑》登顶《环球邮报》纪实类图书畅销榜并保持七周，还在2006年6月再版。加拿大书商协会2006年授予本书藏书票奖年度纪实图书奖，并授予刘易斯年度作家奖。

## 背景
史蒂芬·刘易斯于2001年开始担任联合国非洲艾滋病问题特使（United Nations Special Envoy for HIV/AIDS in Africa），本书出版时他依然出任该职，此时已经67岁，住在多伦多。此前他曾于1994至1999年任联合国儿童基金会副会长，1984至1988年任加拿大驻联合国大使，1970至1979年任安大略新民主党（Ontario New Democratic Party）党魁。刘易斯非常乐观地接受特使职位，后来却对目睹的惨状越来越感到忧虑。他的演说能力上佳，成为特使后更加热衷于奔走演讲。他创立史蒂芬·刘易斯基金会，主办奧花·雲費非洲之行，《事物的本质》（The Nature of Things）节目获奖纪录片《与时间赛跑》和《生命的价值》（The Value of Life）都以他为主题。他还曾获加拿大勋章与皮尔逊和平勋章，并被《麦克林》杂志评为2003年度加拿大人。2005年，他应邀为一年一度的梅西讲座演说，本书就是将演说汇编而成。他在2005年初至中期创作文稿，同年十月图书出版同期开始演讲。刘易斯撰写本书的立场不是联合国工作人员，而是关注非洲艾滋病问题的普遍公民。

## 内容
全文共分五章，包含五场讲座的内容：背景、疫情、教育、妇女和解决方案。正式章节开始前有序言和致谢部分，书尾还有词汇表，书的第二版包含2006年5月创作的后记。前言由刘易斯2005年8月创作，作者自认更擅长口头表达，同时受主题本身限制，本书无法涵盖所有方面。他自认对联合国指派的事务非常热心，并在书中概括他从1984年开始在联合国担任的职务。刘易斯在第一章讲述到访非洲及参与其他联合国活动期间的见闻，如在1986年联合国大会第十三次特别会议期间促成决议等。他承认殖民主义和冷战思维对非洲局势的历史影响，但更关注20世纪80年代后期开始全球金融体系有条件贷款政策的影响。:1–36
作者在第二章介绍他在非洲的过往，最早于20世纪60年代在加纳教英语。在他笔下，60年代的非洲逐渐摆脱殖民统治，对未来发展非常乐观；但进入21世纪时却已在艾滋病和日益严重的饥荒中苦苦挣扎。:37–70书中指出，非洲的人才外流趋势显著，英格兰“曼彻斯特的马拉维籍医生比马拉维还多”:48。刘易斯在第三章探讨为什么联合国、世界银行和國際貨幣基金組織未能在非洲实现初等教育免费的承诺，例如入学费用虽已免除，但其他项目费用（如校服费、书本费、测验费和注册费等）同样会起到阻止学童上学的效果:71–108。第四章阐述国际组织及非洲各国政府是如何忽视妇女议题，作者声称，即便联合国组织内部也存在性别歧视，大部分管理人员都是男子。在他看来，世界银行和国际货币基金组织之所以在受惠国的教育和医疗保障项目支出甚少，主要是因为这些国家面临艾滋病肆虐的严重问题。:109–144艾滋病令非洲农业人口大幅减少，劳动年限显著降低，进而导致饥荒。刘易斯呼吁国际金融机构通过债务减免“赔偿”非洲。:106
刘易斯在最后一章指出，只有大幅调整现有政策，才有可能在2015年前达成千年发展目标。他对八大工業國持续重申向千年发展目标提供充足资金，但真正落实的金额一直不足感到遗憾。作者最后提出以下有望帮助非洲的措施：
1. 扩充千禧联盟，取消農業補貼；
2. 将联合国妇女发展基金、联合国妇女进步司和联合国人口基金包含的妇女机构合并成单个联合国机构，所获资金应与联合国儿童基金会在同一水平；
3. 维持世界卫生组织“三乘五”计划势头，实现2005年前治疗三百万人的目标；
4. 推动从非洲获利的私营组织（如制药公司）捐款，解决抗击艾滋病、结核病和疟疾全球基金资金不足的问题；
5. 建立新机构，能在比现有计划更短的时间内提供紧急粮食援助；
6. 支持傑佛瑞·薩克斯的千禧村项目；
7. 投资疫苗和杀菌剂研究；
8. 取消初等教育费用；
9. 为照顾孤儿的妇女提供小额贷款；
10. 在国对国、区对区级别上规划产能置换[7]:145–190

## 风格
图书的写作贴近公开讲座风格。书中以向读者演讲的形式叙述，配合议题解读和见闻插图引导读者，字里行间体现作者的个人魅力、口才和充满活力的演说风格。书中文字论据充分且极具说服力，有评论称其为“尖锐批评加上高调言论的最佳刘易斯风格”。探讨艾滋病对撒哈拉以南非洲的影响和世界相应对策时，图书更注重现实生活中的人类经验，在数字和统计上着墨不多。现场聆听演说的观众称刘易斯言语坦率、情真意切：解释非洲国家卫生和教育机构面临的严峻困境时，他叙述在当地医院和学校的所见所闻；对外交官与联合国、世界银行和国际货币基金组织工作人员会议的描述又反过来帮助读者理解会议决策对外援政策的影响。图书的创作角度颇显理想主义立场，虽然存在愤怒和内在的罪恶感，但作者仍然保持乐观。刘易斯是职业外交官，但本书以回忆录风格谈及部分人物——如米歇尔·康德苏（Michel Camdessus）、卡罗尔·贝拉米（Carol Bellamy）和塔博·姆贝基——的做法在外交角度而言过于幼稚。不过本书的出版没有影响刘易斯担任联合国特使，他的任期在2006年12月结束，博茨瓦纳的伊丽莎白·马塔卡（Elizabeth Mataka）继任。

## 出版
2005年10月18日，刘易斯在溫哥華开始梅西讲座，图书也随之出版。第二堂课是20日在温尼伯开讲，之后分别是22日在蒙特利尔，26日在哈利法克斯，两天后再在多伦多收尾。五场演说的录音于11月7日到11日在加拿大广场第一台《构想》（Ideas）播出。刘易斯每次演说期间都回答观众的提问，并为售出的图书签名。2005年是阿南西出版社与加拿大广播公司签约出版梅西讲座系列图书的最后一年，面对企鹅图书的竞标，阿南西积极推广《与时间赛跑》，刘易斯也相应接受地方媒体采访并出席记者招待会。加拿大广播公司面向全国宣传刘易斯的演讲。阿南西出版社发行的第一版共印刷2.5万本，与加拿大广播公司制作的音轨一起发行。图书于2006年6月再版，其中新增作者撰写的后记。

## 反响

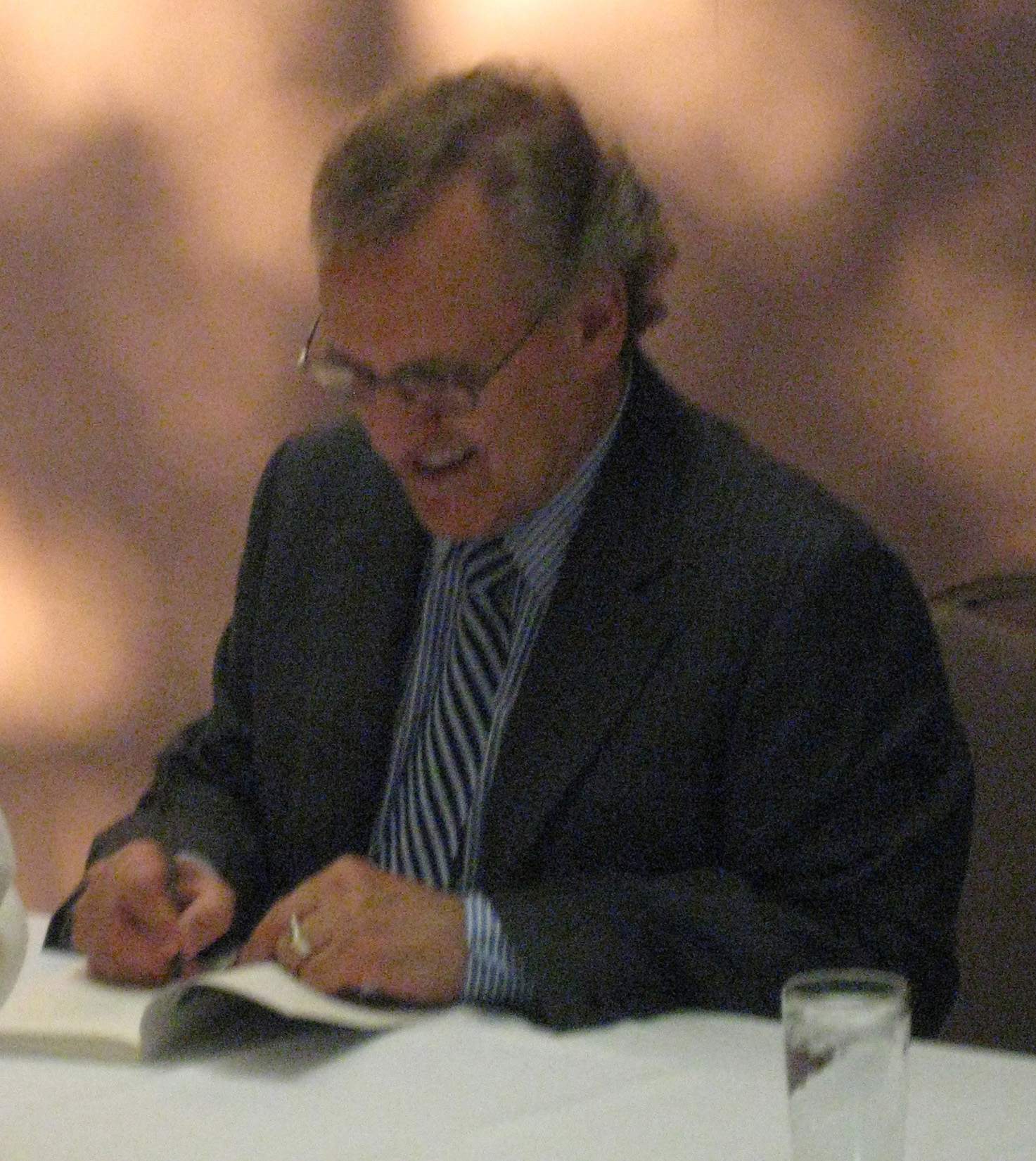
史蒂芬·刘易斯为第二版《与时间赛跑》签名

2005年10月29日，《与时间赛跑》亮相加拿大市场第一周就在《环球邮报》纪实类图书畅销榜上排名第五，最终登顶七周，保持前十达40周之久。《环球邮报》、《蒙特利尔宪报》和《替代期刊》（Alternatives Journal）刊登图书摘要。在2006年6月举办的加拿大书商协会藏书票奖颁奖典礼上，本书获年度纪实图书奖，刘易斯获年度作家奖。此外，本片还曾获涅柔斯作家信托奖纪实作品奖（Nereus Writers' Trust Non-Fiction Prize）和延龄草图书奖（Trillium Book Award）提名。
本书获得评论员好评，称赞行文宏伟、清晰，侃侃而谈且充满激情。还有评论赞扬刘易斯的情感表露坦率、真诚、有力而感人。图书的优点包括：将联合国与世界银行政策层面的工作与非洲当地具体情况联系起来；对非洲孤儿问题的详述。刘易斯的批评立足现实且伴有切实可行的解决方案，考虑到作者还是非常热心并获联合国聘请的多边主义者，书中言论更显权威。不过，也有评论质疑刘易斯所提部分潜在解决方案的实效，因为事实已经证明，同样的体系一直未能解决固有缺陷。评论还称，政治倾向是本书一大缺点，一方向忽视非洲国家政府腐败且效率低下的现实，另一方面还要求企业和西方国家政府采取损害自身利益的措施，像政府取消农业补贴、企业捐出利润这样的要求实在不切实际。多份评论认为，本书可以充当高效教学工具，告知世人撒哈拉以南非洲人民面临的困境和艾滋病危机。
2005年10月，《纽约时报》发文报导本书对南非政府的批评。刘易斯在书中点名南非总统塔博·姆贝基和卫生部长曼托·沙巴拉拉-姆希曼（Manto Tshabalala-Msimang），称南非制订的计划半心半意，实效令人生疑。南非卫生部发言人对此回应，刘易斯心存偏见且对南非局势缺乏了解，只知在一旁指手划脚，还称南非正迅速扩大治疗计划。2006年第16届国际艾滋病学会于2006年8月在多伦多举行，身为主讲人的刘易斯重申批评意见，声称南非政府在推出治疗方案时依然存在迟钝、拖延和疏忽等问题。